# Songs for the Deaf
Songs for the Deaf es el tercer álbum de estudio de la banda de rock estadounidense Queens of the Stone Age. Fue publicado el 27 de agosto de 2002 a través de Interscope Records. Como en anteriores trabajos, la participación de artistas en los discos de QOTSA es muy extensa, pero de entre todas las colaboraciones destaca la de Dave Grohl, líder de Foo Fighters y exbaterista de Nirvana, y la de Mark Lanegan, excantante de Screaming Trees.
El álbum está considerado como conceptual, inspirado en unos días en los que Homme condujo por los desiertos de Southern California acompañado solamente por unas emisoras de radio en español. Y es que Homme es un admirador del idioma español y de su cultura. En una entrevista concedida por él y Nick Oliveri asegura que "nos gustaría pasar más tiempo en España. Queremos grabar nuestro próximo disco allí, y encontrar gente apasionada y amigos que entiendan lo que estamos haciendo, que se miren y se toquen más que en Inglaterra... Por eso me gusta España, porque cerca del Mediterráneo tenéis otra manera de vivir, la misma desde Grecia hasta España. Trabajáis para vivir y no vivís para trabajar, y así querríamos vivir siempre, sin ser esclavos de nuestros sueños". El español queda patente en el primer track de ese álbum, "You Think I Ain't Worth a Dollar, But I Feel Like a Millionaire", donde su estribillo dice "Gimme toro, gimme some more" (dame toro, dame algo más) o al final de su arrollador sencillo "No One Knows", donde un locutor (supuestamente llamado DJ Héctor Bonifacio Echevarria Cervantes de la Cruz Arroyo Rojas) presenta en español la siguiente canción que, después, se convertiría en otro de los sencillos, "First It Giveth".
En Songs for the Deaf colaboran un extenso número de artistas invitados. Dave Grohl es el más destacado de todos. Grohl sustituye en este álbum a Gene Trautmann, que prefirió dedicarse a proyectos personales. Grohl, que es amigo de Homme desde que este militaba en Kyuss, es un declarado admirador de QOTSA y ya quiso participar en Rated R. Además, también participan los polifacéticos Natasha Shneider y Alain Johannes, exmiembros de la banda Eleven, que actúan como teclistas, así como el cantante Mark Lanegan, exmiembro de Screaming Trees que ya participó también en su anterior álbum Rated R. Para la gira promocional y el guitarrista Troy Van Leeuwen, futuro miembro de la banda que ganó en una audición a Jeordie White (bajista de Marilyn Manson y, actualmente de Nine Inch Иails y A Perfect Circle) por un puesto en QOTSA.

## Crítica y ventas
Songs for the Deaf fue otro nuevo éxito internacional y alabado conjuntamente por crítica y fanes. El disco consiguió el puesto 17 del Billboard 200 de 2002. "No One Knows" fue número uno en el Modern Rock Tracks de 2002 y número 51 en los sencillos del Billboard Hot 100. El CD consiguió el disco de oro en Estados Unidos habiendo vendido 900 000 copias en 2003. La crítica respondió muy positivamente, al igual que con Rated R, y Rolling Stone incluye a SFTD en sus 50 Best Albums of 2002 (50 mejores álbumes de 2002), al igual que la revista británica Q. La revista londinense Uncut sitúa el álbum en el número 31 de su 100 Best Albums of the Year (los mejores 100 álbumes del año) y, por último, Kerrang! le da el número 1 a SFTD de 2002.
Songs for the Deaf recibió dos nominaciones a mejor actuación hard rock en los premios Grammy por sus singles "No One Knows", y "Go With the Flow".

## Lista de canciones
Todas las letras escritas por Josh Homme y Nick Oliveri, excepto donde sea especificado.
| N.º      | Título | Escritor(es)                               | Duración |  |
| 1.       | «You Think I Ain't Worth a Dollar, But I Feel Like a Millionaire» (Al retroceder 1:32 en ciertos reproductores de CD, aparece una pista oculta en el pregap, «The Real Song for the Deaf») | Homme · Mario Lalli · Oliveri              | 3:12     |  |
| 2.       | «No One Knows» | Homme · Mark Lanegan · Oliveri             | 4:38     |  |
| 3.       | «First It Giveth» |                                            | 3:18     |  |
| 4.       | «Song for the Dead» | Homme · Lanegan · Oliveri                  | 5:52     |  |
| 5.       | «The Sky is Fallin'» |                                            | 6:15     |  |
| 6.       | «Six Shooter» |                                            | 1:19     |  |
| 7.       | «Hangin' Tree» | Homme · Alain Johannes · Lanegan · Oliveri | 3:06     |  |
| 8.       | «Go with the Flow» |                                            | 3:07     |  |
| 9.       | «Gonna Leave You» |                                            | 2:50     |  |
| 10.      | «Do It Again» |                                            | 4:04     |  |
| 11.      | «God is in the Radio» | Homme · Lanegan · Oliveri                  | 6:04     |  |
| 12.      | «Another Love Song» |                                            | 3:15     |  |
| 13.      | «Song for the Deaf» (Contiene una versión incompleta de «Feel Good Hit of the Summer» del álbum Rated R)                                                                                   | Homme · Lanegan · Oliveri                  | 6:42     |  |
| 14.      | «Mosquito Song» (Pista oculta) | Homme · Mickey Melchiondo · Oliveri        | 5:37     |  |
| 01:00:59 | |                                            |          |  |

| Edición japonesa – bonus tracks |                                                                     |              |          |  |
| N.º                             | Título                                                              | Escritor(es) | Duración |  |
| 15.                             | «The Lost Art of Keeping a Secret (Live at the Troubadour Version)» |              | 3:38     |  |
| 16.                             | «Everybody's Gonna Be Happy» (Versión de The Kinks)                 | Ray Davies   | 2:35     |  |
| 17.                             | «Gonna Leave You (Spanish Version)»                                 |              | 2:55     |  |
| 01:09:07                        |                                                                     |              |          |  |

## Créditos y personal
Queens of the Stone Age
- Josh Homme – vocalista, guitarra
- Nick Oliveri – vocalista, coros, bajo
- Mark Lanegan – coros
- Dave Grohl – batería (excepto 1 y 8).

Apariciones especiales
- Alain Johannes – e-bow, órgano, piano, guitarra flamenca, theremín (3, 6, 7, 12).
- Natasha Shneider –  e-bow, órgano, piano, theremín (4, 6, 12, 14).
- Gene Trautmann – batería (1, 8).
- Dean Ween – guitarra (6, 9, 14).
- Brendon McNichol – lap steel (8).
- Chris Goss – guitarra, teclados, voces adicionales (5, 10).
- Paz Lenchantin – arreglo de cuerdas (2, 14).
- Anna Lenchantin – arreglo de cuerdas (2, 14).
- Molly McGuire – acordeón (14).
- John Gove – trompa (14).
- Kevin Porter – trompa (14).
- Brad Kintscher – trompa (14).